# Vetrino
Vetrino (bulgariska: Ветрино) är en ort i Bulgarien.   Den ligger i kommunen Obsjtina Vetrino och regionen Oblast Varna, i den östra delen av landet, 300 km öster om huvudstaden Sofia. Vetrino ligger 211 meter över havet och antalet invånare är 1 368.
Terrängen runt Vetrino är huvudsakligen platt, men söderut är den kuperad. Terrängen runt Vetrino sluttar söderut. Närmaste större samhälle är Provadija, 14,8 km söder om Vetrino.
Trakten runt Vetrino består till största delen av jordbruksmark. Runt Vetrino är det ganska tätbefolkat, med 52 invånare per kvadratkilometer.